# 天主教布林迪西-奥斯图尼总教区
天主教布林迪西-奥斯图尼总教区是天主教在意大利南部普利亚大区设立的一个总教区。在10世纪，布林迪西教区升格为总教区。1821年奥斯图尼教区并入。1980年失去教省中心的地位，成为天主教莱切总教区的一个附属教区。